# اینگارو
اینگارو (به سوئدی: Ingarö) یک جزیره و شهرک در سوئد است که در بخش ورمدو در شهرستان استکهلم واقع شده‌است.

## مشخصات و جمعیت
این جزیره حدود ۶۳ کیلومترمربع است و شانزدهمین جزیره بزرگ سوئد به‌شمار می‌رود. از زمان برنز، اینگارو جمعیت ساکن داشته‌است. در جزیره سنگ‌های حکاکی وجود دارد. در طول ۱۰۰ سال گذشته تعداد خانه‌های تفریحی افزایش یافته‌است در حالی که زندگی برای یک دوره کاهش یافته‌است. با این وجود، روند صعودی ادامه داشته‌است، زیرا بیشتر خانه‌های تفریحی به ویلاها تبدیل شده و مسکن مدام تری ساخته شده‌است. جاده‌های موجود در این منطقه امکان سفر به استکهلم را فراهم می‌کنند. در سال ۱۹۹۵ حدود ۳۵۰۰ نفر ساکن در جزیره زندگی
می‌کردند. در سال ۱۹۹۹ این میزان به حدود۴۵۰۰ افزایش یافته بود یعنی بیش از ۲۸درصد در چهارسال رشد داشته‌است. تا سال ۲۰۱۲ تعداد ساکنان بیش از ۹۰۰۰ نفربود.